# マーク・エドモンドソン
マーク・ロナルド・エドモンドソン（Mark Ronald Edmondson, 1954年6月28日 - ）は、オーストラリア・ニューサウスウェールズ州ゴスフォード出身の元男子プロテニス選手。自己最高ランキングはシングルス15位、ダブルス3位。ATPツアーでシングルス6勝、ダブルス34勝を挙げた。4大大会でも男子ダブルスでは通算「5勝」を挙げている。“Eddo”（エド）という愛称で呼ばれた。
1976年の全豪オープン男子シングルス優勝者であり、地元オーストラリア人選手最後の全豪オープン男子シングルス優勝者である。

## 経歴
マーク・エドモンドソンの選手経歴は、1975年から始まった。その翌年、1976年初めの全豪オープン男子シングルスで、エドモンドソンは世界ランキング212位のノーシードから勝ち進み、準決勝で同じオーストラリアのケン・ローズウォールを破ると、初進出の決勝でいきなりジョン・ニューカムを 6-7, 6-3, 7-6, 6-1 で破って優勝した。全豪オープンの歴史を通じて、男子シングルスでノーシードの選手が優勝したのは史上初めてだったという。これは同時に、地元オーストラリアの男子選手が全豪男子シングルスで優勝した（現時点で）最後の勝利でもある。その後、エドモンドソンは男子ツアーのシングルスで総計「6勝」を記録し、全豪優勝から5年後の1981年に年間3勝を挙げたが、彼はシングルスよりもダブルスの分野で多くの好成績を残した。
エドモンドソンのダブルスは、プロ入りした1975年末の「シドニー・アウトドア」大会から優勝記録が始まる。1976年にシングルス優勝を果たした地元の全豪オープンでは、男子ダブルスで1980年・1981年・1983年・1984年の4度優勝した。1980年と1981年の2連覇では、パートナーはキム・ウォーウィックと組んだが、1983年はポール・マクナミー、1984年はシャーウッド・スチュワートと組んで優勝した。マクナミーと組んで3度目の全豪ダブルス優勝をした1983年、エドモンドソンはスチュワートと一緒に全仏オープンの男子ダブルス決勝にも進出したが、スウェーデンペアのアンダース・ヤリード＆ハンス・シモンソン組に敗れて準優勝になっている。1985年、エドモンドソンはウォーウィックとのペアで全仏オープンの男子ダブルスに初優勝を飾り、全豪オープン以外の4大大会で初めてのタイトルを獲得した。しかし、同年末の全豪オープンではウォーウィックと組みながらも、決勝でアメリカペアのポール・アナコーン（後にピート・サンプラスのコーチになった人）とクリスト・バン・レンスバーグのペアに敗れ、3年連続5度目の優勝を逃した。（当時の全豪オープンは11月の年末開催であったため、全仏オープンのほうが先に終了した。現在の感覚とは大きく異なる点で、注意を要する。）エドモンドソンはダブルスで1987年まで優勝記録を残し、キャリア通算で「34勝」を挙げた。1988年1月、年頭開催になった全豪オープンの男子ダブルス2回戦敗退を最後に現役を引退した。

## 4大大会優勝
- 全豪オープン　男子シングルス：1勝（1976年）／男子ダブルス：4勝（1980年＆1981年、1983年＆1984年）
- 全仏オープン　男子ダブルス：1勝（1985年）